# منغلور
منغلور أو منكلور (بالإنجليزية: Mangalore) هي مدينة والمناء الرئيسي في ولاية كرناتك الهندية، وتحدها بحر العرب وسلسلة جبال قات في الغرب، وهي المقر الإداري لدكشينا كانادا حي في جنوب غرب ولاية كارناتاكا.
سميت منغلور من Mangaladevi الهندوسية المحلية الألوهية.
كما أنها وضعت منفذ على بحر العرب، حتى هذا اليوم، وتطل عليها أحد الموانئ الرئيسية في الهند، المتلاقية مع نهر نيترافاتي ونهر جروبورا.
وغالبا ماتستخدم منغلور نقطة انطلاق لحركة المرور البحرية على طول ساحل مليبار.
وتتمتع المدينة بمناخ استوائي التي تقع على بحر العرب رياح موسمية الجنوبية الغربية، وتحضر من ميناء منغلور 75% من صادرات القهوة واللبن والكاجو.

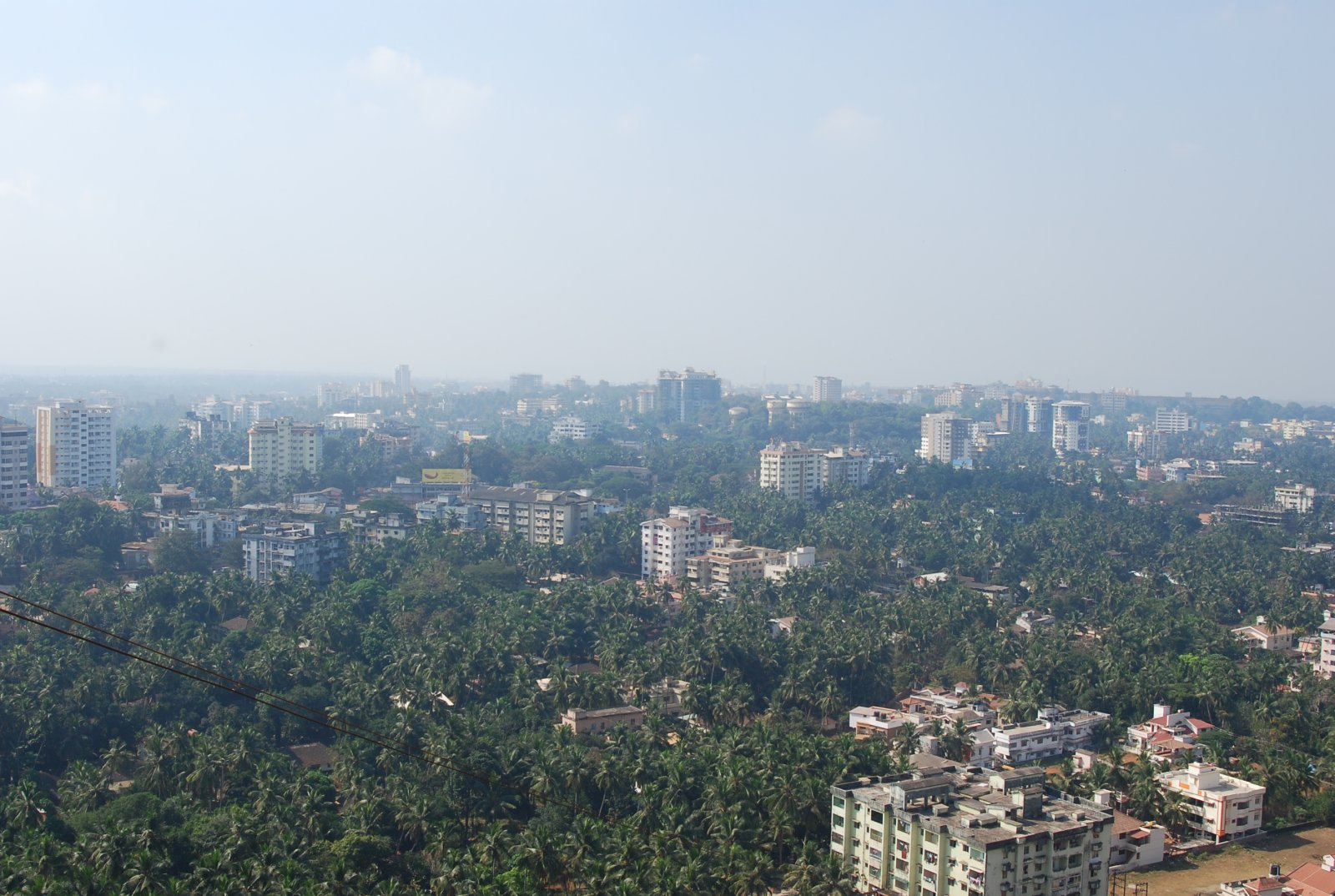
صورة لمنغلور من الأفق والتي تطل على الجزء الشرقي من المدينة

في مايو 2010 وقع حادث اصطدام طائرة تابعة لشركة طيران الهند إكسبريس عندما حاولت الهبوط بمطار المدينة وأدّى ذلك إلى قتل 158 شخصاً ونجى من الحادث 8 أشخاص فقط.

## المناخ
يظهر الجدول التالي التغييرات المناخية على مدار السنة لمنغلور:
| البيانات المناخية لـمنغلور                                                                                 | البيانات المناخية لـمنغلور | البيانات المناخية لـمنغلور | البيانات المناخية لـمنغلور | البيانات المناخية لـمنغلور | البيانات المناخية لـمنغلور | البيانات المناخية لـمنغلور | البيانات المناخية لـمنغلور | البيانات المناخية لـمنغلور | البيانات المناخية لـمنغلور | البيانات المناخية لـمنغلور | البيانات المناخية لـمنغلور | البيانات المناخية لـمنغلور | البيانات المناخية لـمنغلور |
| الشهر | يناير                      | فبراير                     | مارس                       | أبريل                      | مايو                       | يونيو                      | يوليو                      | أغسطس                      | سبتمبر                     | أكتوبر                     | نوفمبر                     | ديسمبر                     | المعدل السنوي              |
| --- | -------------------------- | -------------------------- | -------------------------- | -------------------------- | -------------------------- | -------------------------- | -------------------------- | -------------------------- | -------------------------- | -------------------------- | -------------------------- | -------------------------- | -------------------------- |
| الدرجة القصوى °م (°ف)                                                                                      | 36.3 (97.3)                | 37.8 (100.0)               | 38.1 (100.6)               | 36.6 (97.9)                | 36.7 (98.1)                | 34.4 (93.9)                | 35.5 (95.9)                | 32.2 (90.0)                | 34.6 (94.3)                | 35.0 (95.0)                | 35.6 (96.1)                | 35.6 (96.1)                | 38.1 (100.6)               |
| متوسط درجة الحرارة الكبرى °م (°ف)                                                                          | 32.8 (91.0)                | 33.0 (91.4)                | 33.5 (92.3)                | 34.0 (93.2)                | 33.3 (91.9)                | 29.7 (85.5)                | 28.2 (82.8)                | 28.4 (83.1)                | 29.5 (85.1)                | 30.9 (87.6)                | 32.3 (90.1)                | 32.8 (91.0)                | 31.5 (88.7)                |
| متوسط درجة الحرارة الصغرى °م (°ف)                                                                          | 20.8 (69.4)                | 21.8 (71.2)                | 23.6 (74.5)                | 25.0 (77.0)                | 25.1 (77.2)                | 23.4 (74.1)                | 22.9 (73.2)                | 23.0 (73.4)                | 23.1 (73.6)                | 23.1 (73.6)                | 22.4 (72.3)                | 21.2 (70.2)                | 22.9 (73.2)                |
| أدنى درجة حرارة °م (°ف)                                                                                    | 16.1 (61.0)                | 17.3 (63.1)                | 18.8 (65.8)                | 19.7 (67.5)                | 20.4 (68.7)                | 20.5 (68.9)                | 19.8 (67.6)                | 19.4 (66.9)                | 20.2 (68.4)                | 19.1 (66.4)                | 15.9 (60.6)                | 16.1 (61.0)                | 15.9 (60.6)                |
| معدل هطول الأمطار مم (إنش)                                                                                 | 1.1 (0.04)                 | 0.2 (0.01)                 | 2.9 (0.11)                 | 24.4 (0.96)                | 183.2 (7.21)               | 1٬027٫2 (40.44)            | 1٬200٫4 (47.26)            | 787.3 (31.00)              | 292.1 (11.50)              | 190.8 (7.51)               | 70.9 (2.79)                | 16.4 (0.65)                | 3٬796٫9 (149.48)           |
| متوسط الأيام الممطرة                                                                                       | 0.2                        | 0                          | 0.3                        | 1.6                        | 7                          | 23.5                       | 27.4                       | 24.9                       | 13.7                       | 9.1                        | 3.6                        | 0.6                        | 111.9                      |
| متوسط الرطوبة النسبية (%)                                                                                  | 62                         | 66                         | 68                         | 71                         | 71                         | 87                         | 89                         | 88                         | 85                         | 79                         | 73                         | 65                         | 75                         |
| ساعات سطوع الشمس الشهرية                                                                                   | 313                        | 296                        | 299                        | 292                        | 276                        | 119                        | 94                         | 133                        | 178                        | 226                        | 271                        | 292                        | 2٬789                      |
| المصدر #1: India Meteorological Department – Monthly mean maximum & minimum temperature and total rainfall |                            |                            |                            |                            |                            |                            |                            |                            |                            |                            |                            |                            |                            |
| المصدر #2: Weather-And-Climate (Humidity and Sunshine hours)                                               |                            |                            |                            |                            |                            |                            |                            |                            |                            |                            |                            |                            |                            |

## المدن الشقيقة
لمنغلور اتفاقيات توأمة مع كل من:
- هاميلتون
- ديلتا

## أعلام
- شيلبا شيتي
- أناند شيتي
- إبراهيم سعيد
- جورج فرناندس
- سونيل شيتي
- آيشواريا راي
- أنوشكا شيتي